# 1912 в авіації
Основна стаття: Авіація.
Хронологічний список подій у авіації за 1912 рік.

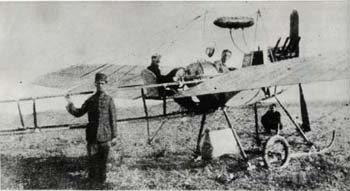
1912 рік, турецькі пілоти під час Першої Балканської війни

## Події
- 22 лютого — Антоном Фоккером (нід. Anton Herman Gerard (Anthony) Fokker) засновано нідерландського виробника літаків «Fokker».
- 24—25 лютого — італійський пілот, капітан Карло Пьяцца (італ. Carlo Maria Piazza, 21 березня 1871—24 червень 1917), вперше під час військових дій, здійснює фотографування з літака позицій Османської армії в Лівії під час Італійсько-турецької війни.
- 2 квітня — Елеонора Девіз (англ. Eleanor Trehawke Davies) стає першою жінкою, що перетнула на літаку як пасажир Ла-Манш, пілот Gustav Hamel.
- 13 квітня — створено Королівський льотний корпус (англ. Royal Flying Corps) Британської армії
- 16 квітня — американська льотчиця Гаррієт Квімбі (англ. Harriet Quimby) стає першою жінкою, що перетнула на літаку як пілот Ла-Манш. Піднявшись у повітря з Дувра, авіаторка дісталася узбережжя Франції за 59 хвилин.
- 9 травня — перший зліт літака з рухомого корабля. Чарльз Р. Самсон (англ. Charles Rumney Samson) на літаку Short S.27 злетів з тимчасової платформи на борту лінкора HMS Гибернія.
- 15 червня — засновано німецьку авіаційну компанію «Kondor Flugzeugwerke» GmbH (припинила випуск літаків у 1918).
- 17 червня — засновано німецьку авіаційну компанію «Flugzeugbau Friedrichshafen» GmbH (скорочено «Friedrichshafen» або FF, від 1925 — «Arado Flugzeugwerke»), один з найбільших виробників важких бомбардувальників і гідролітаків під час Першої світової війни.
- 25 серпня — вперше в історії, турецькими військами збито італійський дирижабль.
- червень — засновано британську авіаційну компанію «Сопвич» (англ. «Sopwith Aviation Company»).
- 5 грудня — у Франції, сином відомого французького військового промисловця і авіатором-люібітелем Жаком Шнейдером (фр. Jacques Schneider), засновано «Кубок Шнейдера», перехідний приз для переможців міжнародних змагань гідролітаків на швидкість польоту.
- 24 грудня — за наказом начальника Генерального штабу Збройних сил Сербії Радомира Путника, створено Сербські ВПС (серб. Ваздухопловство и противваздухопловна одбрана, В и ПВО). До цього, перші шість офіцерів проходять підготовку у Франції.

#### Без точної дати
- засновано авіаційний батальйон болгарської армії.
- болгарський пілот Симеон Петров (болг. Симеон Константинов Петров), під час навчання у авіашколі у Франції, вперше в історії здійснив посадку літака Blériot XI, з двигуном, що зупинився на висоті 1400 м.
- італійський капітан Алессандро Гуідоні (італ. Alessandro Guidoni), виконує повітряні стрільби торпедами з біплану Farman.
- у військовій авіації з'являється термін «ланка», коли перші літаки почали формуватися у повітрі в структури для ведення різних видів бойових дій (винищувачі, бомбардувальники, літаки-розвідники тощо).
- засновано німецьку авіаційну компанію «Luftverkehrsgesellschaft» (LVG).

### Перший політ
- 1 лютого — Royal Aircraft Factory B.E.2, британський одномоторний двомісний біплан, перебував на озброєнні Королівського Літаючого Корпусу (англ. Royal Flying Corps (RFC)) з 1912 та до кінця Першої світової війни. Побудовано близько 3500 екземплярів.
- березень — моноплан Tubavion, частковометалевий літак (тільки рама), побудований французами Charles Ponche та Maurice Primard[1].
- червень — безхвостий стрілоподібний біплан Dunne D.8, розробки Джона Вільяма Данна (англ. John William Dunne).

### Авіаційні рекорди
- 6 вересня — французький пілот Ролан Гаррос (фр. Roland Adrien Georges Garros) на літаку Blériot встановлює світовий рекорд висоти 4900 м.
- 9 грудня — під час розіграшу «Кубку Гордона-Беннета» у Чикаго, Жуль Ведрін (фр. Jules Charles Toussaint Védrines) на літаку «La Vache» (укр. Корова), встановлює світовий рекорд швидкості, досягнувши 167,8 км/год.

### Авіакатастрофи
- 3 квітня — біплан Wright Model B американця Калбрайта Перрі Роджерса (англ. Calbraith Perry Rodgers) на демонстраційному польоті в Лонг-Біч (Каліфорнія), стикається з чайкою, яка заплутується в кермових тросах. Це перша в історії задокументована авіакатастрофа, зі смертельним результатом, від зіткнення з птахом.

## Персоналії

### Народилися
- 19 січня — Курт-Вернер Брендль (нім. Kurt-Werner Brändle), німецький військовий льотчик-ас, володар 180 перемог, кавалер Лицарського хреста Залізного хреста з дубовим листям.
- 8 лютого — Горст Адемайт (нім. Horst Ademeit), німецький військовий льотчик-ас, кавалер Лицарського хреста Залізного хреста з дубовим листям, одержав 189 перемог у більш ніж 700 вильотах.
- 13 лютого — Макс Штоц (нім. Max Stotz), німецький військовий льотчик-ас австрійського походження, кавалер Лицарського хреста Залізного хреста з дубовим листям, одержав 166 перемог у більш ніж 600 вильотах.
- 23 березня — Вернер фон Браун († 16 червня 1977), німецький та американський вчений, конструктор ракетно-космічної техніки.
- 28 березня — Раскова Марина Михайлівна, радянська льотчиця, одна із перших жінок, яку відзначено званням Герой Радянського Союзу (1938), уповноважена особливого відділу НКВС.
- 29 березня — Ханна Райч (нім. Hanna Reitsch), одна з найвідоміших та успішних німецьких авіаторок 20-го століття.
- 16 червня — Гордон Голлоб (нім. Gordon Max Gollob, † 7 вересня 1987), німецький військовий льотчик-ас австрійського походження, кавалер Лицарського хреста Залізного хреста з дубовим листям, одержав 150 перемог у більш ніж 340 вильотах.
- 4 вересня — Гюнтер Лютцов, німецький військовий льотчик-ас часів Третього Рейху. Протягом Громадянської війни в Іспанії та Другої світової війни здійснив більше за 300 бойових вильотів, здобувши 110 перемог (з них 5 у Іспанії).
- 29 вересня — Кравченко Григорій Пантелійович, радянський льотчик-винищувач. Перший, разом з Грицевцем С. І., двічі Герой Радянського Союзу (1939).
- 15 жовтня — Ворожейкін Арсеній Васильович, один з найрезультативніших радянських льотчиків-винищувачів під час німецько-радянської війни. Особисто збив 52 (з них 6 — на Халхин-Голі) літака.
- 24 жовтня — Герман Граф (нім. Hermann Graf, † 4 листопада 1988), німецький льотчик-ас Другої світової війни, виконав близько 830 бойових вильотів. Здобув 212 перемог, з них 202 під час німецько-радянської війни, а також 6 над 4-х моторними бомбардувальниками (B-24 та B-17). Був першим пілотом в світі, що здобув більше 200 перемог.
- 7 листопада — Абрамчук Микола Іванович, радянський льотчик-винищувач.

### Померли
- 4 лютого — під час випробування «плаща-парашута», стрибнувши з Ейфелевої вежі, загинув австрійський кравець Франц Райхелт (нім. Franz Reichelt).
- 3 квітня — Калбрайт Перрі Роджерс (англ. Calbraith Perry Rodgers), американський піонер авіації.
- 1 липня — Гаррієт Квімбі, американська авіаторка та сценаристка.
- 25 червня — Хуберт Латам (фр. Hubert Latham), французький піонер авіації.
- 30 травня — у Дейтоні вмер від черевного тифу Вілбер Райт (англ. Wilbur Wright), американський авіаконструктор, льотчик та піонер авіації.
- 26 серпня — Фунг Джо Гуей (кит.: 冯如), «Батько китайської авіації»[2].
- 26 вересня — французький авіатор Шарль Вуазен (фр. Charles Voisin, загинув у автокатастрофі поблизу Бельвіля, департамент Рона.

## Галерея

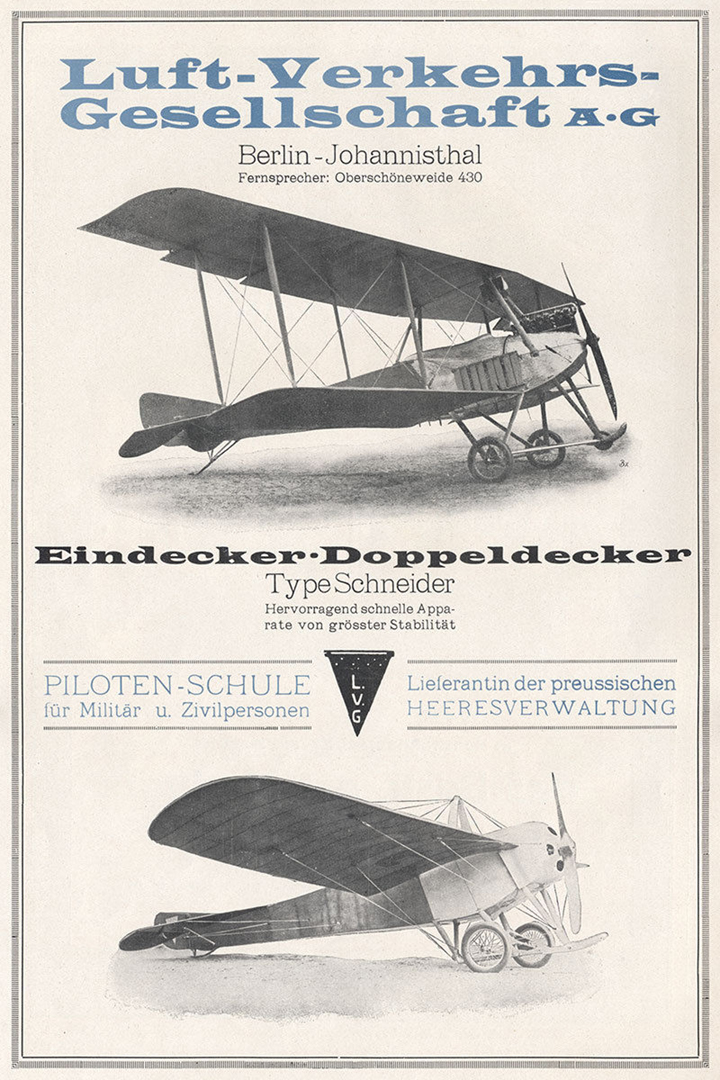
Реклама компанії LVG
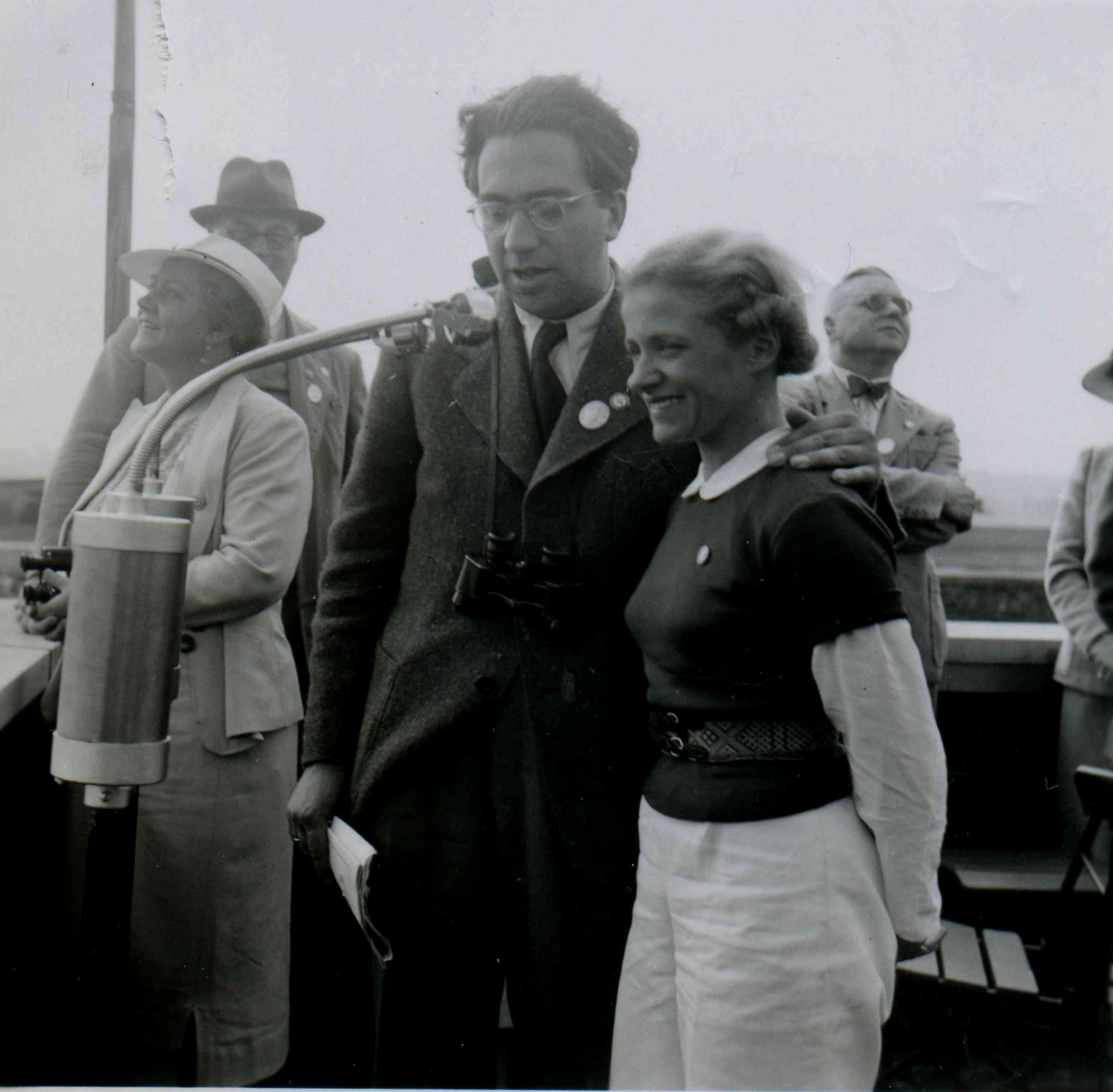
Ханна Райч (поруч Еріх Бахем, 1938)
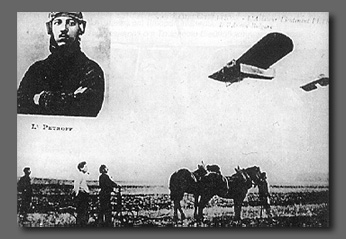
Симон Петров на пам'ятній листівці
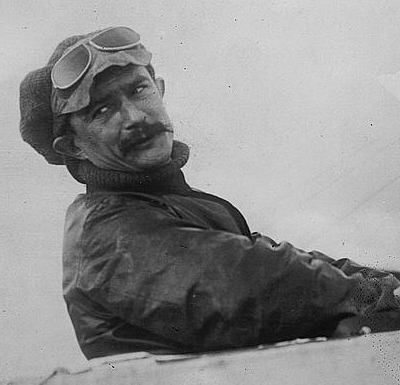
Жуль Ведрін
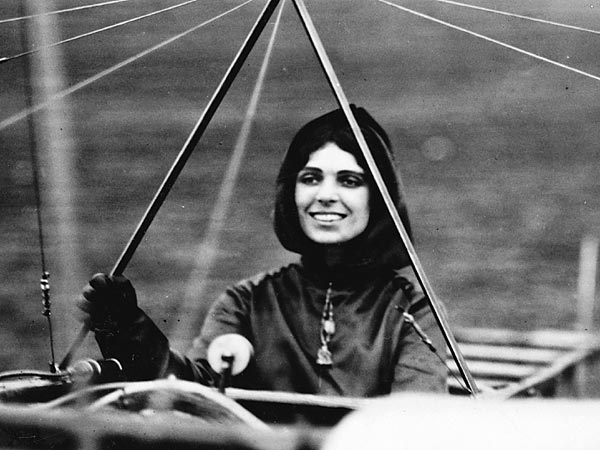
Гаррієт Квімбі
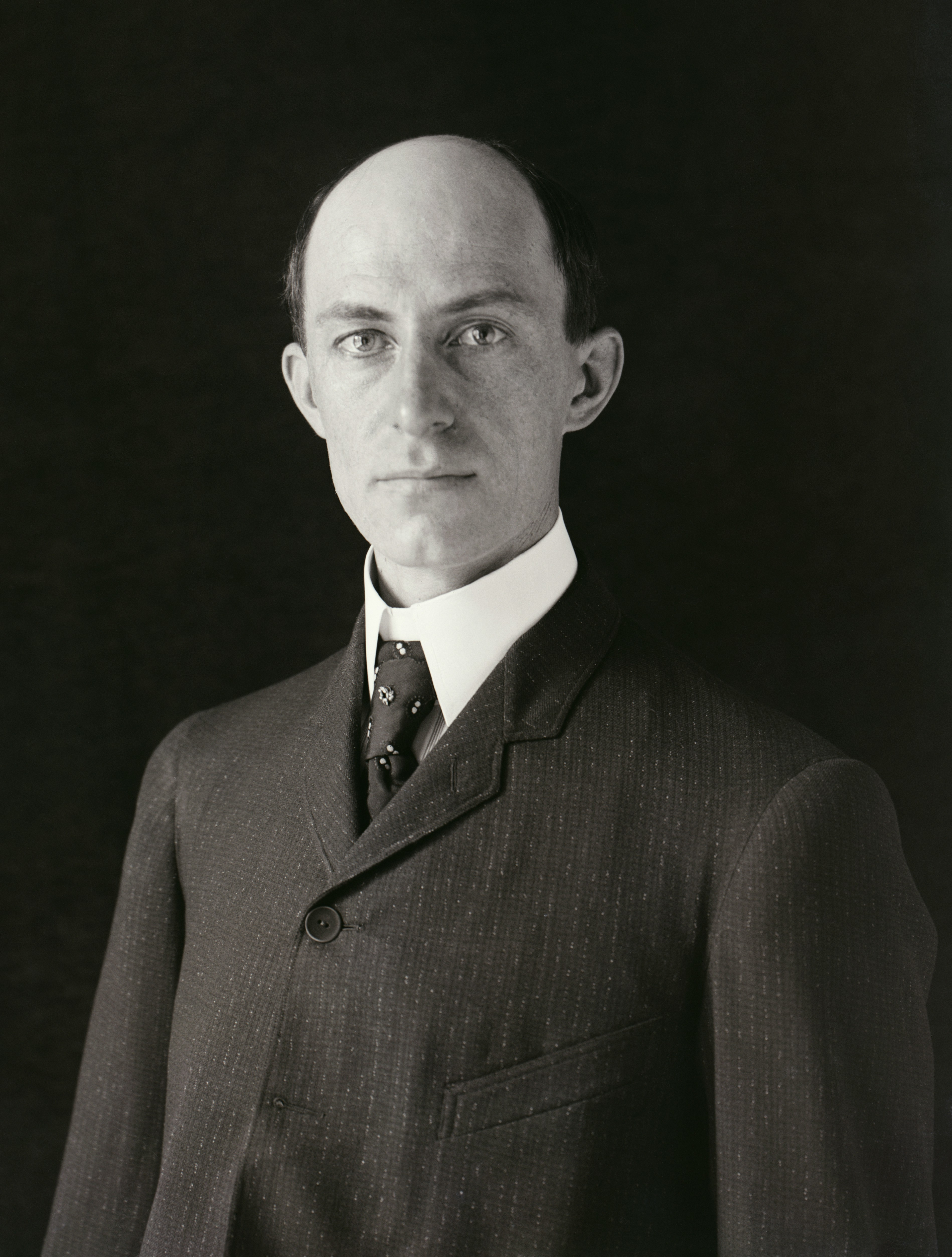
Вілбер Райт
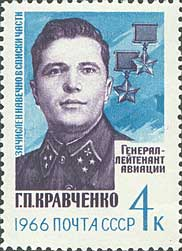
Григорій Кравченко
Герман Граф
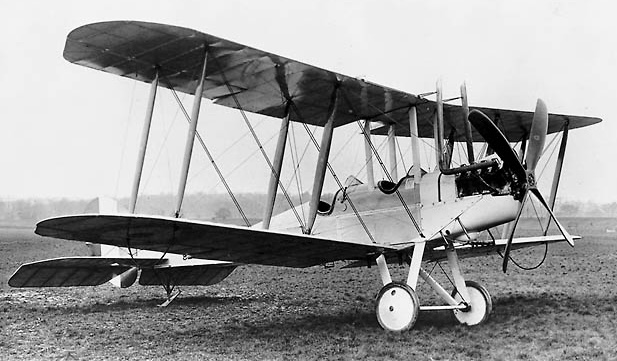
B.E.2
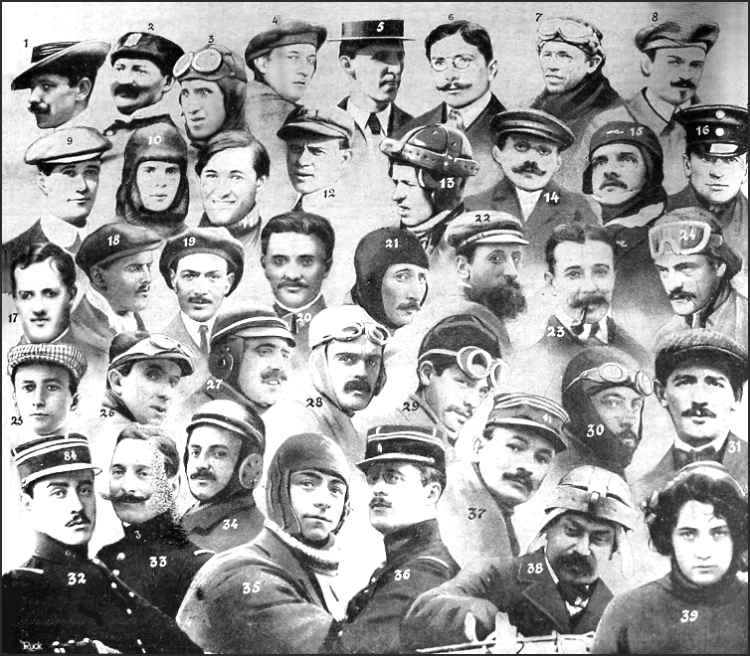
Із журналу  Roland Garros
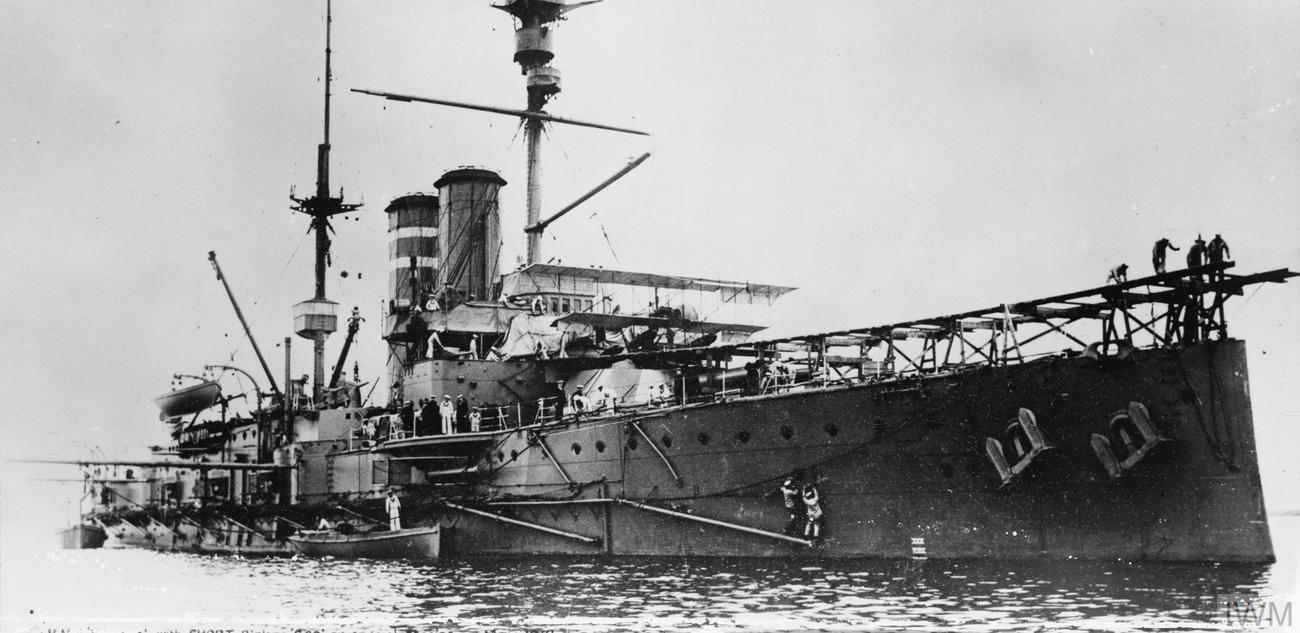
Лінкор HMS Hibernia з тимчасовою злітною палубою
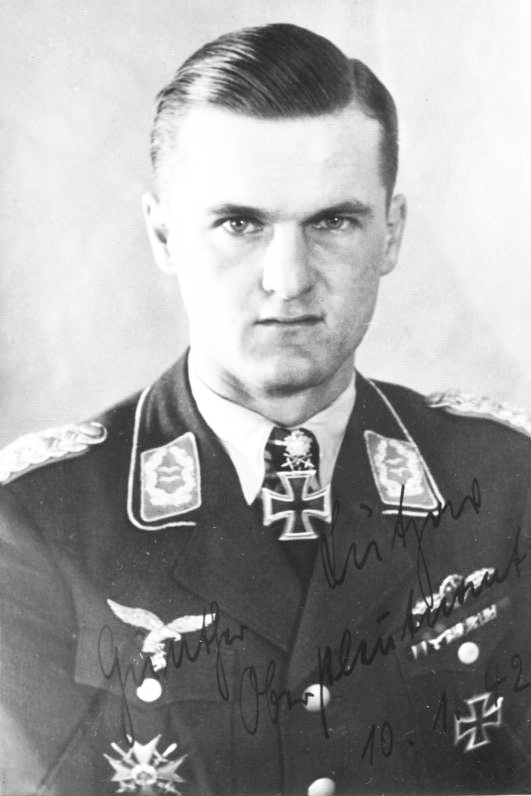
Гюнтер Лютцов
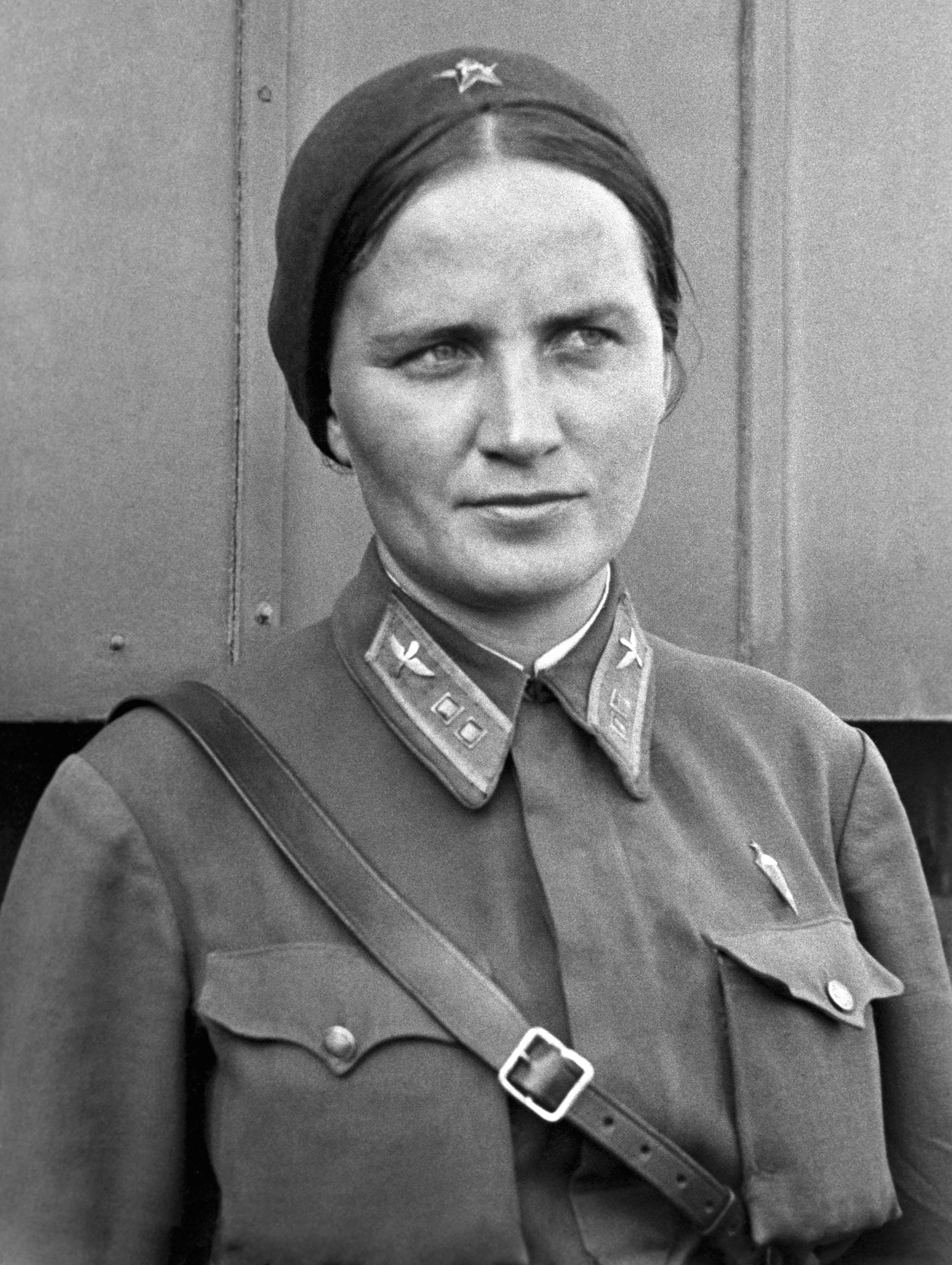
Марина Раско́ва
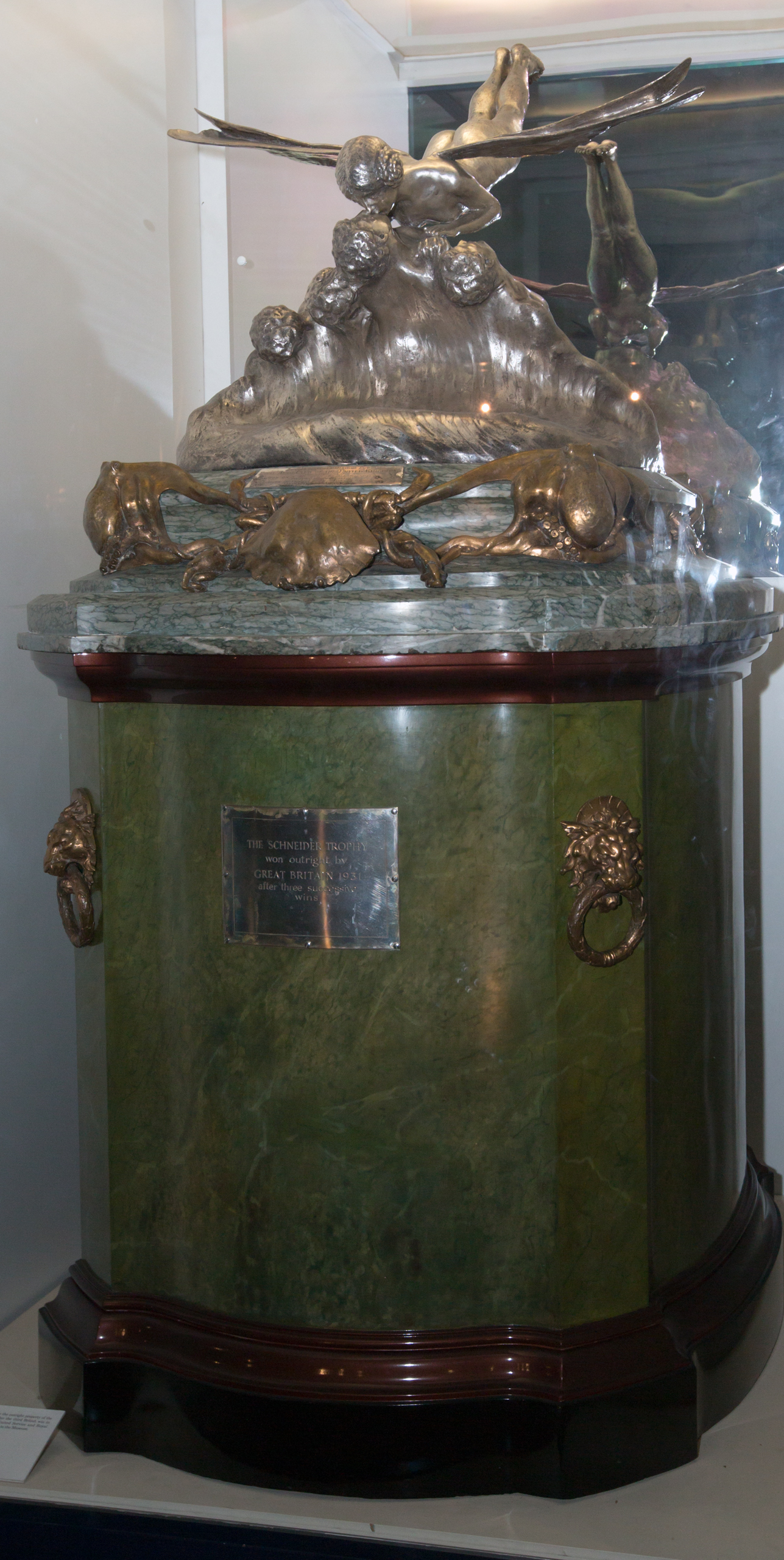
Кубок Шнейдера
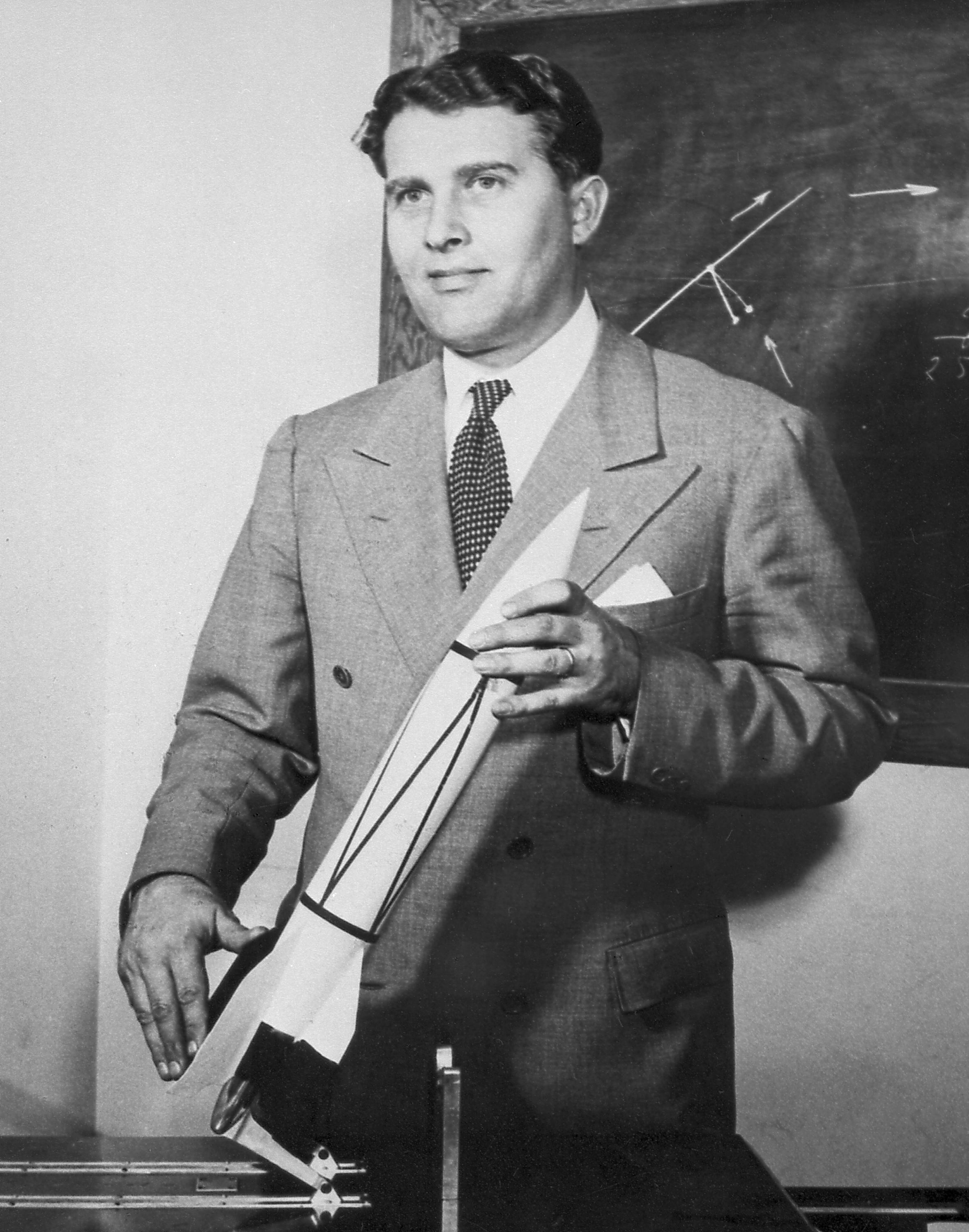
Вернер фон Браун